# Tachydromia papnana
Tachydromia papnana är en tvåvingeart som beskrevs av Patrick Grootaert 1987. Tachydromia papnana ingår i släktet Tachydromia och familjen puckeldansflugor. Inga underarter finns listade i Catalogue of Life.